# 蓮花寺站 (日本)

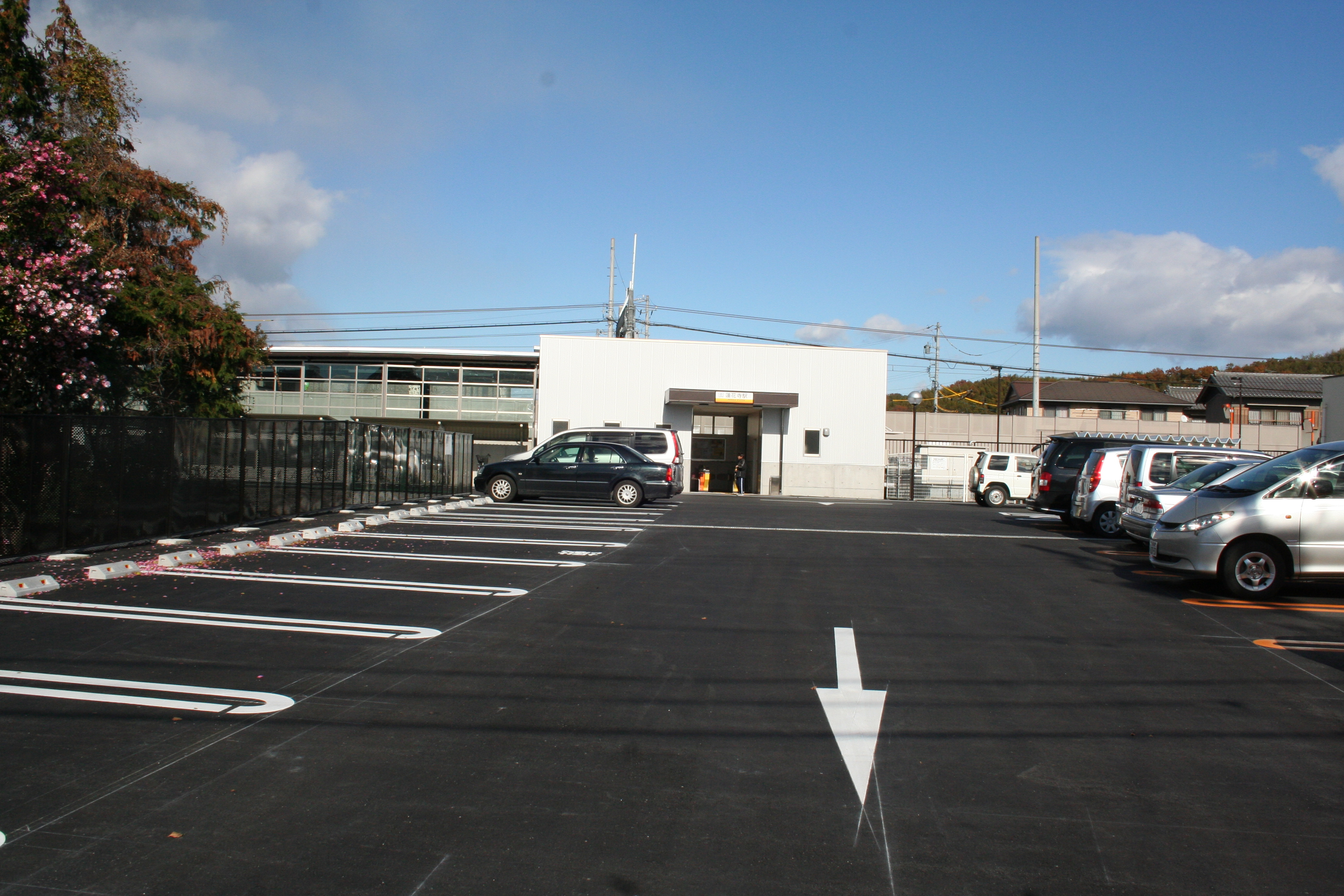
站前廣場

蓮花寺站（日语：／ Rengeji eki */?）是位於三重縣桑名市大字蓮花寺，三岐鐵道的北勢線車站。

## 歷史

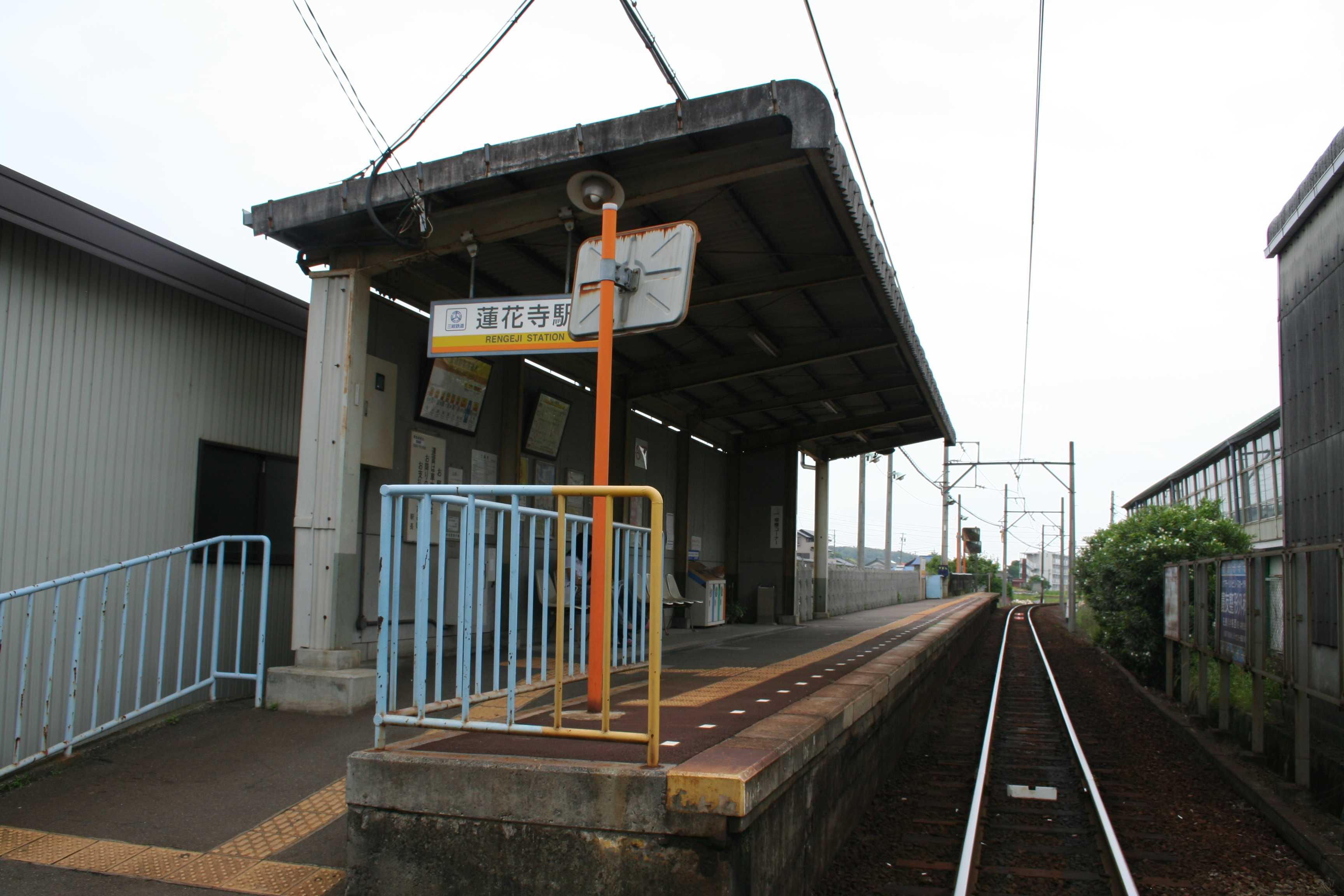
蓮花寺站舊站（車站遷移前）

- 1914年（大正3年）4月5日 - 北勢鐵道車站啟用。後來才設置列車交會設備。
- 1934年（昭和9年）6月27日 - 公司名稱改變，成為北勢電氣鐵道車站[1]。
- 1944年（昭和19年）2月11日 - 公司合併，成為三重交通車站[1]。
- 1964年（昭和39年）2月1日 - 鐵路事業轉讓至三重電氣鐵道[1]。
- 1965年（昭和40年）4月1日 - 近畿日本鐵道與三重電氣鐵道合併，此站成為近鐵車站[1]。
- 1977年（昭和52年）4月6日 - 月台向阿下喜一方延長3米（全長：50.0米→53.0米）。
- 2003年（平成15年）4月1日 - 北勢線轉讓至三岐鐵道[1]。
- 2007年（平成19年）10月30日 - 車站大樓內增設自動售票機、自動補票機和自動閘機（1座）。並開始從東員站遠端監制。自從，北勢線所有車站均設置了自動閘機、售票機和補票機。
- 2008年（平成20年）12月1日 - 車站向阿下喜一方遷移130米（鄰接在良地區市民中心）。新車站設有車站大樓、月台、站前廣場、免費單車停泊場（44個）、免費停車場（31個：當中鋪裝19個，未鋪裝12個）。自動閘機增加1座，共有2座。
- 2009年（平成21年）7月1日 - 由桑名市運行的社區巴士（西部南路線）開始駛入站前廣場。

## 車站構造
車站是一座地面車站，設有1面1線的單式月台。月台U型混凝土塊和混凝土板構成，因此乘客緊急時可於月台底部躲藏。此站是北勢線唯一設有電車接近表示燈。
車站大樓是位於路軌南邊。車站大樓西邊閘口內設有廁所（多用途廁所和男女分開的濕廁）。車站大樓東邊設有候車室。車站大樓內設有自動售票機1台、自動閘機（2座，其中1座是可讓輪椅人士使用的闊閘機）和自動補票機1台。上述的自動售票機可購買普通車票、回數票。不可購買定期票。此站是無人車站，月台上設有閉路電視，由東員站遠端監制此站。
站前廣場從前是在良地區市民中心停車場，後來經過工程後建成一座廣場。站前設有停車空間，因此方便在此站進行接送。站前廣場東南方和路軌北邊共有31個停車場泊位（當中站前鋪裝部分19個，路軌北邊未鋪裝12個），供鐵路使用者免費停泊（泊車轉乘）。另外，車站鄰接在良地區市民中心的專用停車場，共有37個泊位。站前廣場沒有迴旋路，但是車輛可於停車場回轉。只外，站前廣場西北方設有免費單車停泊處，共有44個泊位。
站前廣場、車站大樓和月台等設施已經設有無障礙設備。
現時的車站位置與大樓於2008年（平成20年）建成，從前的的車站與大樓位於現時靠近桑名一方的約130米處。舊站中設有月台和小規模車站大樓等簡單設備。現時的車站用地是由桑名市取得。

## 利用狀況
根據「三重縣統計書」，以下為1日平均乘車人次。
| 年度   | 一日平均 乘車人次 |
| ------ | ----------------- |
| 1997年 | 368               |
| 1998年 | 356               |
| 1999年 | 325               |
| 2000年 | 324               |
| 2001年 | 315               |
| 2002年 | 301               |
| 2003年 | 333               |
| 2004年 | 294               |
| 2005年 | 284               |
| 2006年 | 252               |
| 2007年 | 262               |
| 2008年 | 327               |
| 2009年 | 337               |
| 2010年 | 352               |
| 2011年 | 336               |
| 2012年 | 355               |
| 2013年 | 370               |
| 2014年 | 359               |
| 2015年 | 374               |
| 2016年 | 384               |
| 2017年 | 394               |
| 2018年 | 399               |
| 2019年 | 405               |

## 車站周邊
- 桑名市在良地區市民中心
- 桑名市立在良小學
- JA桑名（日语：JAくわな）在良分店
- 國道421號（日语：国道421号）

## 相鄰車站
三岐鐵道
■北勢線
蓮花寺－蓮花寺－在良
在1944年（昭和19年）7月1日前，此站至西別所站之間曾經設有稗田前站。